# Ceratias holboelli
Ceratias holboelli Krøyer, 1845, noto comunemente come Pescatrice degli abissi gigante, è un pesce appartenente all'ordine dei Lophiiformes ed alla famiglia Ceratiidae che vive nei mari tropicali al di sotto dei 1000 metri di profondità.

## Descrizione
Una caratteristica di Ceratias holboelli è il dimorfismo sessuale: la femmina, lunga fino a 80–100 cm e con un peso che arriva ai 7 Kg porta attaccata a sé fino a tre maschi che arrivano a 20 mm di lunghezza, che vivono come parassiti attaccandosi con le mascelle alla cute della
femmina.